# تلمبه رحمت‌آباد (چترود)
تلمبه رحمت‌آباد یک منطقهٔ مسکونی در ایران است که در دهستان کویرات (کرمان) واقع شده‌است. تلمبه رحمت‌آباد ۸۱ نفر جمعیت دارد.